# کالین گرینوود
کالین چارلز گرینوود (انگلیسی: Colin Charles Greenwood؛ زادهٔ ۲۶ ژوئن ۱۹۶۹) موسیقی‌دان انگلیسی است که بیشتر به عنوان بیسیست گروه راک ردیوهد شناخته می‌شود. به جز گیتار بیس، گرینوود کنترباس و سازهای الکترونیک نیز می‌نوازد.
کالین به همراه برادر کوچکترش، گیتاریست جانی گرینوود، به مدرسه ابینگدون در ابینگدن، آکسفوردشر رفت و در آنجا ردیوهد را تشکیل دادند. ردیوهد به تحسین منتقدان دست یافت و بیش از ۳۰ میلیون آلبوم فروخته است. نام گرینوود در سال ۲۰۱۹ به عنوان عضوی از ردیوهد وارد تالار مشاهیر راک اند رول شد. از او به عنوان «مصلح» و «رئیس دیپلماتیک» گروه یاد شده است.
گرین‌وود در پروژه‌های انفرادی دیگر اعضای ردیوهد مشارکت داشته و با موسیقی‌دانی از جمله تامینو، نیک کیو و وارن الیس همکاری کرده است.

## سال‌های آغازین
گرینوود که پدرش در ارتش کار می‌کرد، در آلمان زندگی می‌کرد و در دوران کودکی فرصت کافی برای یادگیری کامل زبان آلمانی را داشته است.
زمانی که گرینوود ۱۲ ساله بود دیگر عضو گروه، تام یورک را در یک مدرسه پسرانه خصوصی ملاقات کرد. دیگر اعضای گروه از جمله اد اوبرین که گرینوود او را در هنگام تهیه نمایش‌نامه‌ای از گیلبرت و سالیوان ملاقات کرد و فیل سلوی نیز هر دو در این مدرسه درس می‌خواندند. گرینوود زمانی که ۱۵ ساله بود اولین گیتار خودش را خرید و به یادگیری گیتار کلاسیک نزد ترنس گیلمور_جیمز پرداخت. ترنس گیلمور-جیمز همان کسی بود که گرینوود و دیگر اعضای آینده ردیوهد را با موسیقی جز، موسیقی آوانت گارد دوران جنگ جهانی، موسیقی متن فیلم و موسیقی کلاسیک قرن بیستم آشنا کرد. گرینوود می‌گوید:"وقتی که ما شروع کردیم خیلی مهم بود که پشتیبانی او را داشتیم چونکه ما از جانب مدیر مدرسه هیچ پشتیبانی نمی‌شدیم. او یک بار برای ما پول فرستاد که به وسیله آن پول توانستیم از امکانات مدرسه استفاده کنیم، به این دلیل که ما در یکی از اتاق‌های موسیقی مدرسه تمرین می‌کردیم.""
براساس گفته گرینوود انتخاب گیتار بیس توسط او خارج از ضرورت بود. او با تمرین تکی همراه با ترانه‌های گروه‌هایی مانند جوی دیویژن، نیواوردر و اوتیس ردینگ به یادگیری گیتار بیس پرداخت. گرینوود دراینباره می‌گوید: «ما (ردیوهد) آدم‌هایی بودیم که ساز متناسب خودمون رو انتخاب می‌کردیم تا بتونیم در کنار همدیگه موسیقی اجرا کنیم نه فقط به این خاطر که اون ساز مشخص رو تنهایی بنوازیم. این باعث می‌شد که کار گروه منسجم‌تر باشه و اگه آدم دیگه‌ای هم توی گروه بود که می‌تونست ساز شما رو بزنه و شما رو پشتیبانی کنه اون وقت واقعاً عالی می‌شد. من به خودم به عنوان بیسیست نگاه نمی‌کنم. من فقط توی یه گروه با بقیه هستم.»

## ردیوهد
گرینوود اولین بار همراه با تام یورک، هم‌کلاسی‌اش در سال ۱۹۸۶ اقدام به تشکیل گروهی به نام در روز جمعه کردند. کمی بعد اد اوبرایان و فیل سلوی دانش‌آموز بزرگتر به عضویت گروه درآمدند. در نهایت جانی برادر کوچکتر کالین در چهارده‌سالگی وارد گروه شد. کالین دربارهٔ برادرش می‌گوید: «... فراتر از مسائل برادرانه من به جانی به عنوان یک شخص و یک موزیسین احترام می‌گذارم.» همچنین گفته است: «این خیلی خوبه، این عالیه، این باعث میشه که بتونم به قولی که به مادرم دادم تا همیشه مواظب جانی باشم راحت‌تر عمل کنم. البته مواظبت از جانی کار کلا آسونیه اون همیشه خوب رفتار می‌کنه.»
هنگامی که گرینوود در در پتر هاوس کمبریج در حال یادگیری انگلیسی بود اشعار زیادی از شاعران مدرن آمریکایی مانند ریموند کارور و جان شافر و دیگر نویسندگانی که «با بحران یعد از جنگ جامعه آمریکاًارتباط داشتند خواند.» در پترهاوس گرینوود به عنوان متصدی بخش سرگرمی کالج استخدام شد و باعث اجرای کنسرت‌های زیادی از گروه در دانشگاه شد. در خلال مدتی که گرینوود در یکی از فروشگاه‌های زنجیره‌ای موسیقی کار می‌کرد او باعث شد که ردیوهد اولین حرکت رو به جلوی خودش را انجام دهد. یک بار زمانی که کیت ووزنکروف به عنوان نماینده فروش ئی‌ام‌آی وارد مغازه شد گرینوود به او گفت: «تو باید با گروه ما قرارداد امضا کنی.» و یکی نمونه از کارهایشان را او داد. این شروع کار ردیوهد با امی بود. در این زمان آن‌ها نامشان را به ردیوهد تغییر دادند.
گرینوود در گروه سازهای مختلفی از جمله گیتار بیس آکوستیک و الکترونیک، بیس دوبل، کیبرد، سینتی‌سایزر و دیگر سازها را می‌نوازد.

## کار خارج از ردیوهد

### موسیقی
در سال ۲۰۰۳ او در ساخت آلبوم تکی برادرش ترانه‌های بدن برای نواختن بیس در یکی از آهنگ‌ها نقش داشت. در سال ۲۰۰۸ در اولین پروژه موسیقی او که هیچ‌کدام از اعضای ردیوهد در آن نبودند کالین نوازنده گیتار بیس برای موسیقی متن فیلم دارکول اثر الکس کارپووسکی بود.

## زندگی شخصی
در دسامبر ۱۹۹۸ گرینوود با منتقد ادبی و نویسنده آمریکایی مالی مک‌گران ازدواج کرد. آن‌ها صاحب سه فرزند به نام‌های جسا (متولد ۲۰۰۳)، آسا (متولد ۲۰۰۵) و هنری (متولد ۲۰۰۹) هستند. این خانواده در آکسفورد زندگی می‌کنند.